# 荒木茂 (言語学者)
荒木 茂（あらき しげる、1884年〈明治17年〉 - 1932年〈昭和7年〉）は、日本の言語学者、日本におけるペルシア学の先駆者である。

## 経歴・人物
福井県足羽郡酒生村(現・福井市荒木新保町)生まれ。平民・村田弥三太郎の次男として生まれ、3歳で実母と死に別れ、10歳で近所の士族・荒木伊太郎の養嫡子となる。酒生村立小学校、福井県立福井中学校を卒業後、1904年に東京高等師範学校入学。1905年に語学研究のため渡米し、1907年ロサンゼルス市公立高等学校に入り、1910年に同校ペルシャ語科を卒業、カリフォルニア州立大学文科に進学するも病気のため休学。1914年にコロンビア大学に入学。ゾロアスター教研究の権威であるインド・イラン語学者アブラハム・ヴァレンタイン・ウィリアムズ・ジャクソンに6年間師事、文学修士の学位を取得した。コロンビア大学聴講生になった新進作家中條百合子（宮本百合子）と知り合い、1919年に現地で結婚した。
1920年に帰国。東京帝国大学でペルシャ語の研究を続ける傍ら、慶應義塾大学、明治大学でギリシャ語や英語を教える。同年「中央公論」に日本人初のペルシャ語原文からの直接翻訳となる「オムマ・ハヤムと「四行詩」全訳」を発表。
1921年に女子学習院講師となり、翌年より教授を務め英語を教えるかたわらで、東京帝国大学文学部講師としてペルシア語を講じペルシア文学を研究した。1922年からは、赤星鉄馬が学術普及を目的として設立した財団法人啓明会より研究補助を得て、ペルシアに関する研究資料の収集に努めた。著書に『ペルシア文学史考』（岩波書店、1922年）がある。
1924年に百合子と離婚、1925年に14歳年下の東京府立第二高等女学校兼同女子師範学校教諭・田辺喜代と再婚、1932年に妻と幼い2児を残して咽喉結核により福井日赤病院にて逝去。
東京大学文学部言語学研究室に荒木文庫があり、目録『波斯関係図書目録：荒木茂氏蒐集』（田中於菟弥編述、1934年）が作成されている。
評伝に、大野延胤『風の如くに―荒木茂の生涯』（近代文芸社、1995年）がある。百合子の小説『伸子』（1928年）『二つの庭』（1947年）『道標』（1950年）に「佃一郎」の名で描かれ、映画『百合子、ダスヴィダーニヤ』（2011年）とその原作（1990年）では実名で登場している。

## 著書
- 荒木茂『ペルシヤ文学史考』岩波書店、1922年5月。 NCID BN11804300。全国書誌番号:43037304 全国書誌番号:48006939。
- 荒木茂・田中於菟弥 編『波斯関係図書目録』啓明会〈紀要 第15号〉、1934年5月。 NCID BB29769260。全国書誌番号:46084931。